# Abutilon megapotamicum
Espèce
Classification phylogénétique
Abutilon megapotamicum ou Callianthe megapotamica est une espèce d'arbuste à feuillage semi-persistant de la famille des Malvaceae, originaire du Brésil. Elle est surnommée Abutilon du Grand Fleuve, Drapeau Belge ou Lanterne chinoise.

## Description
Ses feuilles sont vertes, pointues et dentées. Ses fleurs sont constituées d'un calice renflé à cinq pointes, rouge pourpré et de pétales jaune clair d'où émerge un bouquet d'étamines violet foncé. Les fleurs ont un port tombant.

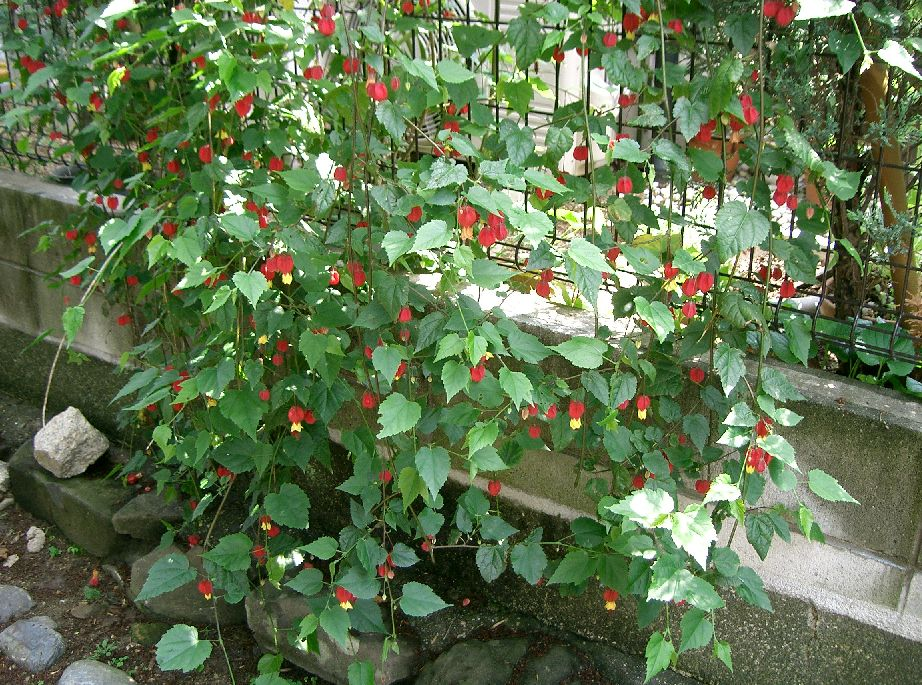
Abutilon megapotamicum.